# فردوس (جنان)

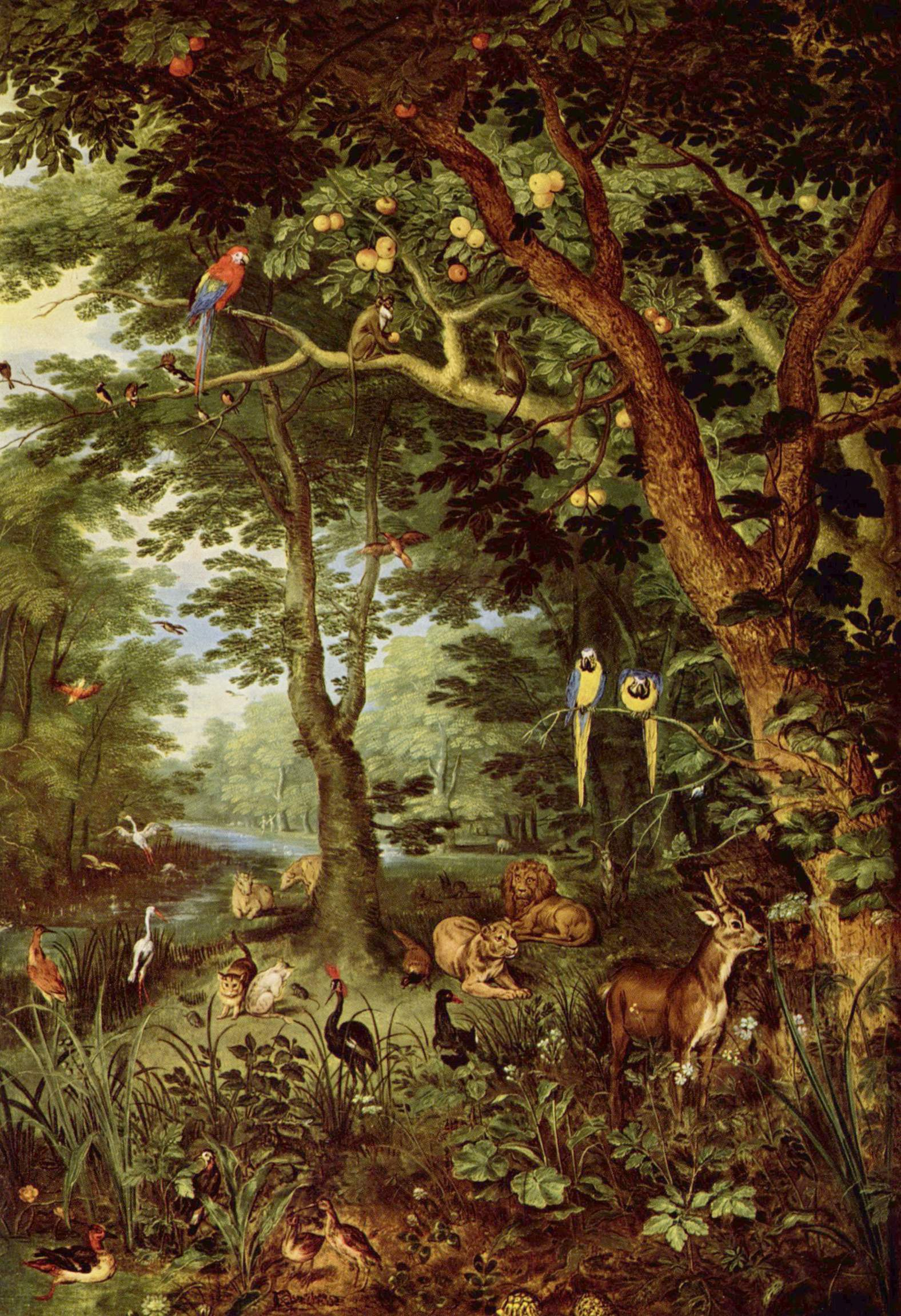

يرجع أصل كلمة الفردوس إلى اليونان التي تُعني بـاللغة اللاتينية «باراديسوس» التي عُرفت في السبعينية بجنات عدن. ويأتى أصل المصطلح اليوناني«برديس» من الفارسية. وتُشير مصادر أكثر قدماً كالمؤرخ اليوناني زينوفون في كتابه أناباسيه (القرن الرابع قبل الميلاد) إلى أن تُعرف الحديقة المشهورة بـ«الجنة» بالفارسية. ويرمز معناها الأصلي إلى جنة واسعة تكون مجهزة بشكل جيد حيث تظهر كمكان جميل وممتع، بجانب ايضاً الأشجار والزهور فتكون الحيوانات المُقيدة أو المتحررة.

## تعدد الجنات
في بلاد فارس الأخمينية لا ينطبق مصطلح الجنة على الحدائق فقط«المناظر الطبيعية» بل يختص بمناطق الصيد الحقيقي، الشكل الأكثر بدائية من المحمية البرية. وفي مختلف الثقافات التي تكون في إتصال مع الطبيعة، تُوصف الجنة كأرض صيد أبدية، وليس فقط تلك التي يوجد بها صيادين رُحل، بل أيضاً التي تكون زراعية بشكل أساسي (على سبيل المثال، حقول آرو المصرية أو حقول إليسيون اليونانية).
في الكتاب المقدس، تُشير الجنة في الأصل بالبستان حيث جعلها الله مسكناً لـ آدم بعد إنشائها (كاسيودورو دي رينا، سيبريانو دي فاليرا (1909)«سفر التكوين». إصدار الكتاب المقدس رينا فاليرا (ويكي مصدر). ومن جانب أخر بولس الطرسوسي (في الرسالة الثانية إلى أهل كورنثوس كاسيودورو دى رينا، سيبريانو دي فاليرا (1909)." 12,14". نص الكتاب المقدس رينا فاليرا (ويكي مصدر) الذي كُتب نحو سبعة وخمسين عام) يُقال أنه إنتزع من قبل الله وصعدا إلى السماء الثالثة.
في إنجيل لوقا (كاسيودورو دي رينا، سيبريانو دي فاليرا (1909).«لوقا 23,43». إصدار الكتاب المقدس رينا فاليرا (ويكي مصدر)، جُمعت منذ ثمانين عام) يُقال أن يسوع المسيح قال لـ اللص الطيب:«حقاً أخبرتُك أنك ستكون معي في الجنة».
عادةً تُفهم الجنة بـ:
- المكان المثالي في الأرض أو يوتوبيا، الذي أطلق عليه ذات مرة جنات عدن.
- السماء، حيث في بعض الديانات تُراقب الطيبون والتائبيين أو الذين يتم اختيارهم. في الكنيسة الكاثوليكية تكون الرغبة في دخول الجنة وهي بالفعل المصدر الروحاني، والبحث عن الانعزال والتقاعد، وفي حالات عديدة قوة الإنجيل (السعي إلى معرفة أشياء أخرى والانضمام إلى كنيستهم).
- نوع من أنواع الحدائق المُسيجة، التي تُسمى أحياناً بـ حديقة الجنة.
- الكتاب الثالث لـ الكوميديا الإلهية لـ دانتي.

## أدب
تظهر صورة الجنة علمانية في الأدب في موضوع لوكوس أموينوس، مكان شاعري لمقابلة العُشاق. طور الشعر الرعوي هذه الصورة حيث جعل الريف مكان أُسطوري يبقى فيه على قيد الحياة العصر الذهبي.
يُعتبر موضوع الجنة المفقودة متكرراً في الشعر الغربي. حيث يُعد تعبيره الكلاسيكي قصيدة متجانسة لـ جون ميلتون. وتظهر بـ اللغة الإسبانية طريقة لموضوع رافائيل ألبرتي في الجنة المفقودة (عن الملائكة):